# Isola Sabrina (Azzorre)
L'isola Sabrina (in portoghese ilha Sabrina) fu un'isola, che in seguito a fenomeni vulcanici emerse dal mare nel 1810 presso l'isola di São Miguel nelle Azzorre. Dopo aver raggiunto un'altitudine fino a 133 m s.l.m., scomparve poco dopo completamente.
Un evento simile accadde nel 1831 nel canale di Sicilia con l'isola Ferdinandea.